# Tensta (stacja metra)
Tensta - skalna stacja sztokholmskiego metra, położona w Sztokholmie, w dzielnicy Spånga-Tensta, na osiedlu Tensta. Przedostatnia stacja na niebieskiej linii T10. Dziennie korzysta z niej około 6 600 osób.
Stacja położona jest pod Tenstagången, wyjścia zlokalizowano przy Tensta allé róg Hagstråket i w Tensta centrum. Otwarto ją 31 sierpnia 1975 jako 86. stację systemu, wówczas pociągi kursowały na linii Hjulsta-T-Centralen. Posiada jeden peron z dwoma krawędziami.
Na stacji zobaczyć można dzieła Helgi Henschen zatytułowane En ros till invandrarna (Róża dla imigrantów). Są to malowidła o motywach roślinnych i zwierzęcych, płyty ze słowem przyjaźń w 18 językach oraz cytaty (m.in. Martina Bubera i Birgera Normana).

## Czas przejazdu
| Linia | Stacja          | Czas przejazdu | Stacja                                 | Czas przejazdu       |
| T10   | Hjulsta         | 2 min          | Västra skogen Fridhemsplan T-Centralen | 13 min 16 min 19 min |
| T10   | Kungsträdgården | 21 min         | Västra skogen Fridhemsplan T-Centralen | 13 min 16 min 19 min |

## Otoczenie

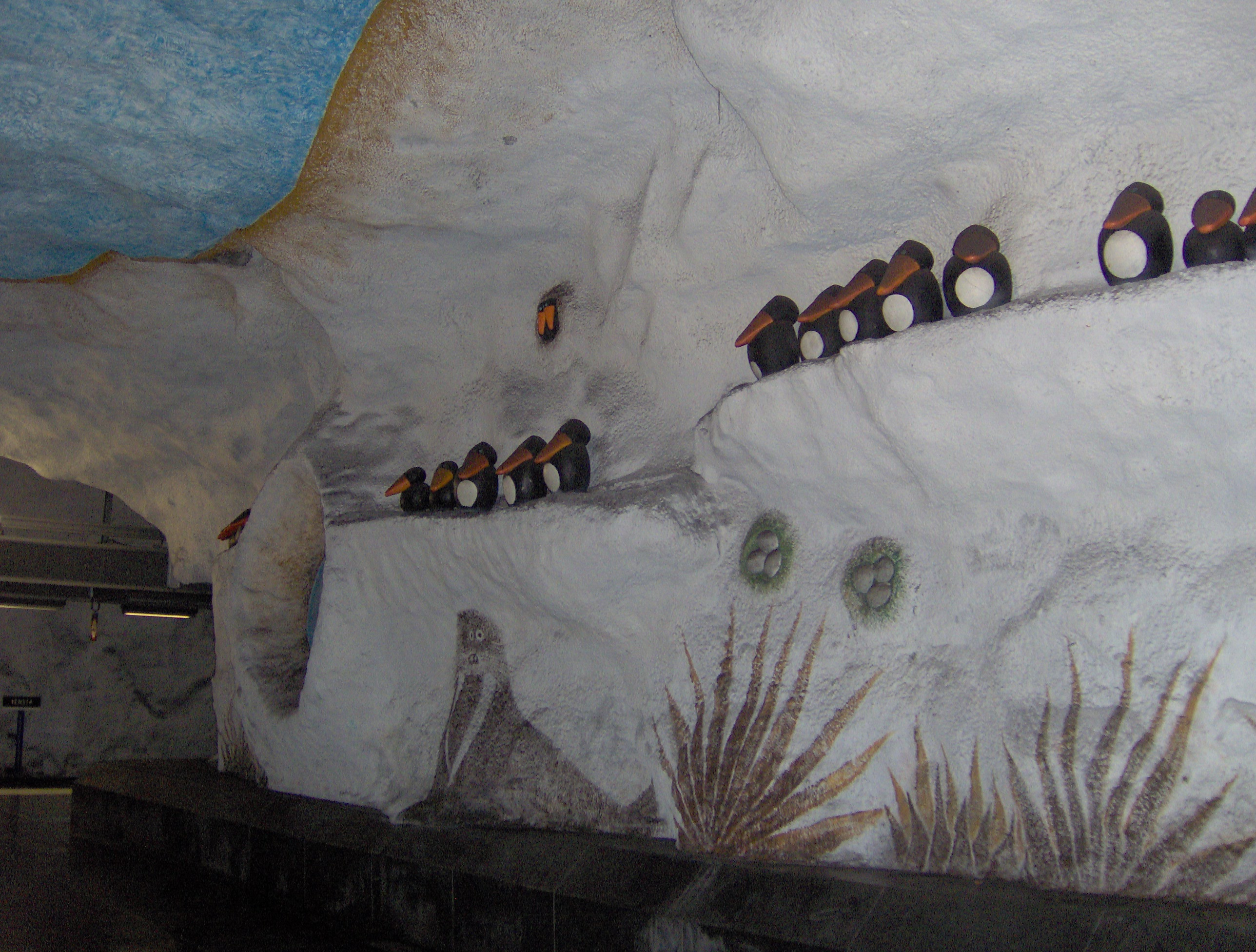

W pobliżu stacji znajdują się:
- Elinsborgsskolan
- Tensta gymnasium
- Tensta sim- och idrottshall
- Tensta kyrkan
- Gullingeskolan
- Kämpingeskolan